# Felipe Hernández (calciatore)
Felipe Hernández (Ibagué, 8 giugno 1998) è un calciatore colombiano naturalizzato statunitense, centrocampista svincolato.

## Caratteristiche tecniche
È un centrocampista difensivo.

## Carriera
Nato ad Ibagué in Colombia, si trasferisce in giovane età a Nashville dove gioca nella squadra locale dello Sporting Nashville Heroes fino alla chiamata dello Sporting K.C. del 2014.
Nel 2016 firma con la società affiliata degli Swope P.R. dove debutta in USL Championship il 26 marzo 2017 nel match vinto 2-1 contro l'OKC Energy. Il 30 agosto 2019 viene promosso in prima squadra ed l'8 settembre seguente esordisce in MLS giocando i minuti finali della sfida persa 2-1 contro i Portland Timbers.

## Statistiche

### Presenze e reti nei club
Statistiche aggiornate al 31 luglio 2021.
| Stagione        | Squadra          | Campionato      | Campionato | Campionato | Coppe nazionali | Coppe nazionali | Coppe nazionali | Coppe continentali | Coppe continentali | Coppe continentali | Altre coppe | Altre coppe | Altre coppe | Totale | Totale |
| Stagione        | Squadra          | Comp            | Pres       | Reti       | Comp            | Pres            | Reti            | Comp               | Pres               | Reti               | Comp        | Pres        | Reti        | Pres   | Reti   |
| --------------- | ---------------- | --------------- | ---------- | ---------- | --------------- | --------------- | --------------- | ------------------ | ------------------ | ------------------ | ----------- | ----------- | ----------- | ------ | ------ |
| 2017            | Sporting K.C. II | USL             | 27         | 2          |                 | -               | -               |                    | -                  | -                  |             | -           | -           | 27     | 2      |
| 2018            | Sporting K.C. II | USL             | 34         | 3          |                 | -               | -               |                    | -                  | -                  |             | -           | -           | 34     | 3      |
| 2019            | Sporting K.C. II | USL             | 30         | 8          |                 | -               | -               |                    | -                  | -                  |             | -           | -           | 30     | 8      |
| 2020            | Sporting K.C. II | USL             | 1          | 0          |                 | -               | -               |                    | -                  | -                  |             | -           | -           | 1      | 0      |
| 2021            | Sporting K.C. II | USL             | 2          | 0          |                 | -               | -               |                    | -                  | -                  |             | -           | -           | 2      | 0      |
| 2019            | Sporting K.C.    | MLS             | 2          | 0          | USCup           | 0               | 0               |                    | -                  | -                  |             | -           | -           | 2      | 0      |
| 2020            | Sporting K.C.    | MLS             | 19         | 0          |                 | -               | -               |                    | -                  | -                  |             | -           | -           | 19     | 0      |
| 2021            | Sporting K.C.    | MLS             | 6          | 1          |                 | -               | -               |                    | -                  | -                  |             | -           | -           | 6      | 1      |
| Totale carriera | Totale carriera  | Totale carriera | 121        | 14         |                 | 0               | 0               |                    | -                  | -                  |             | -           | -           | 121    | 14     |